# 86. Kongress der Vereinigten Staaten
Der 86. Kongress der Vereinigten Staaten, bestehend aus dem Repräsentantenhaus und dem Senat, war die Legislative der Vereinigten Staaten. Seine Legislaturperiode dauerte vom 3. Januar 1959 bis zum 3. Januar 1961. Alle Abgeordneten des Repräsentantenhauses sowie ein Drittel der Senatoren (Klasse I) waren im November 1958 bzw. im September im Bundesstaat Maine bei den Kongresswahlen gewählt worden. In beiden Kammern ergab sich eine Mehrheit für die Demokratische Partei. Der Republikanischen Partei blieb nur die Rolle in der Opposition. Im Verlauf der Legislaturperiode kam es durch Rücktritte und Todesfälle zu kleineren personellen Änderungen, die aber die Mehrheitsverhältnisse nicht veränderten. Außerdem wurden erstmals Senatoren bzw. Kongressabgeordnete aus den im Jahr 1959 in die Union aufgenommenen Staaten Alaska und Hawaii gewählt. Bis zur offiziellen Anpassung im übernächsten Kongress entstanden im Repräsentantenhaus zwei Überhangmandate, so dass die Zahl der Abgeordneten von 435 auf 437 stieg. Der Kongress tagte in der amerikanischen Bundeshauptstadt Washington, D.C. Die Vereinigten Staaten bestehen seit der Aufnahme der beiden oben erwähnten Staaten aus 50 Bundesstaaten. Die Sitzverteilung im Repräsentantenhaus basierte auf der Volkszählung von 1950.

## Wichtige Ereignisse
Siehe auch 1959 und 1960
- 3. Januar 1959: Beginn der Legislaturperiode des 86. Kongresses.
- 3. Januar 1959: Alaska wird 49. Bundesstaat der Vereinigten Staaten.
- 7. Januar 1959: Die Vereinigten Staaten erkennen die neue Regierung Kubas unter Fidel Castro an.
- 12. Februar 1959: Gedenkfeier im Kongress anlässlich des 150. Geburtstags von Abraham Lincoln.
- 21. August 1959: Hawaii wird 50. Bundesstaat der Vereinigten Staaten.
- 1. Dezember 1959: Der Antarktisvertrag wird unterzeichnet.
- 19. Januar 1960: Der Vertrag über gegenseitige Kooperation und Sicherheit zwischen Japan und den Vereinigten Staaten wird abgeschlossen.
- 1. Mai 1960: Beim U-2-Zwischenfall wird ein amerikanisches Spionageflugzeug von der sowjetischen Luftwaffe abgeschossen.
- 8. November 1960: Präsidentschafts- und Kongresswahlen in den Vereinigten Staaten. Der Demokrat John F. Kennedy wird zum Nachfolger von Präsident Dwight D. Eisenhower gewählt. Die Demokraten behaupten auch ihre Mehrheit in beiden Kongress-Kammern.

## Die wichtigsten Gesetze
In den Sitzungsperioden des 86. Kongresses wurden unter anderem folgende Bundesgesetze verabschiedet (siehe auch: Gesetzgebungsverfahren):
- 1959: Airport Construction Act
- 14. September 1959: Landrum-Griffin Act
- 6. Mai 1960: Civil Rights Act of 1960
- 14. Juli 1960: Flood Control Act of 1960
- 13. September 1960: Social Security Amendments
- 1960: Sustained Yield Act of 1960

## Zusammensetzung nach Parteien

### Senat
|              | Partei (Schattierung zeigt Mehrheitspartei) | Partei (Schattierung zeigt Mehrheitspartei) | Partei (Schattierung zeigt Mehrheitspartei) | Total |   |
| ------------ | ------------------------------------------- | ------------------------------------------- | ------------------------------------------- | ----- | - |
|              |                                             |                                             |                                             | Total |   |
| Demokraten   | Republikaner                                | Sonstige                                    | Vakant                                      | Total |   |
| 85. Kongress | 50                                          | 45                                          | 0                                           | 100   | 1 |
|              |                                             |                                             |                                             |       |   |
| 86. Kongress | 65                                          | 35                                          | 0                                           | 100   |   |
| 87. Kongress | 62                                          | 37                                          | 0                                           | 100   | 1 |

### Repräsentantenhaus
|              | Partei (Schattierung zeigt Mehrheitspartei) | Partei (Schattierung zeigt Mehrheitspartei) | Partei (Schattierung zeigt Mehrheitspartei) | Total |   |
| ------------ | ------------------------------------------- | ------------------------------------------- | ------------------------------------------- | ----- | - |
|              |                                             |                                             |                                             | Total |   |
| Demokraten   | Republikaner                                | Sonstige                                    | Vakant                                      | Total |   |
| 85. Kongress | 234                                         | 201                                         | 0                                           | 435   | 0 |
|              |                                             |                                             |                                             |       |   |
| 86. Kongress | 283                                         | 153                                         | 1                                           | 437   | 0 |
| 87. Kongress | 261                                         | 173                                         | 0                                           | 437   | 3 |

Außerdem gab es noch zwei nicht stimmberechtigte Kongressdelegierte.

## Amtsträger

### Senat
- Präsident des Senats: Richard Nixon (R)
- Präsident pro tempore: Carl Hayden (D)

#### Führung der Mehrheitspartei
- Mehrheitsführer: Lyndon B. Johnson (D)
- Mehrheitswhip: Mike Mansfield (D)

#### Führung der Minderheitspartei
- Minderheitsführer: Everett Dirksen (R)
- Minderheitswhip: Thomas Kuchel (R)

### Repräsentantenhaus
- Sprecher des Repräsentantenhauses: Sam Rayburn (D)

#### Führung der Mehrheitspartei
- Mehrheitsführer: John W. McCormack (D)
- Mehrheitswhip: Carl Albert (D)

#### Führung der Minderheitspartei
- Minderheitsführer: Charles A. Halleck (R)
- Minderheitswhip: Leslie C. Arends (R)

## Senatsmitglieder
Im 86. Kongress vertraten folgende Senatoren ihre jeweiligen Bundesstaaten:
| Alabama - 2. John Sparkman (D) - 3. J. Lister Hill (D) Alaska - 2. Bob Bartlett (D) - 3. Ernest Gruening (D) Arizona - 1. Barry Goldwater (R) - 3. Carl Hayden (D) Arkansas - 2. John Little McClellan (D) - 3. J. William Fulbright (D) Kalifornien - 1. Clair Engle (D) - 3. Thomas Kuchel (R) Colorado - 2. Gordon L. Allott (R) - 3. John A. Carroll (D) Connecticut - 1. Thomas J. Dodd (D) - 3. Prescott Bush (R) Delaware - 1. John J. Williams (R) - 2. J. Allen Frear (D) Florida - 1. Spessard Holland (D) - 3. George Smathers (D) Georgia - 2. Richard B. Russell (D) - 3. Herman Talmadge (D) Hawaii - 1. Hiram Fong (R) ab dem 21. August 1959 - 2. Oren E. Long (D) ab dem 21. August 1959 Idaho - 2. Henry Dworshak (R) - 3. Frank Church (D) Illinois - 2. Paul Howard Douglas (D) - 3. Everett Dirksen (R) Indiana - 1. Vance Hartke (D) - 3. Homer E. Capehart (R) Iowa - 2. Thomas E. Martin (R) - 3. Bourke B. Hickenlooper (R) Kansas - 2. Andrew Schoeppel (R) - 3. Frank Carlson (R) Kentucky - 2. John Sherman Cooper (R) - 3. Thruston Ballard Morton (R) Louisiana - 2. Allen J. Ellender (D) - 3. Russell B. Long (D) Maine - 1. Edmund Muskie (D) - 2. Margaret Chase Smith (R) Maryland - 1. James Glenn Beall (R) - 3. John Marshall Butler (R) Massachusetts - 1. John F. Kennedy (D) bis zum 22. Dezember 1960 - Benjamin A. Smith (D) ab dem 27. Dezember 1960 - 2. Leverett Saltonstall (R) Michigan - 1. Philip Hart (D) - 2. Patrick V. McNamara (D) Minnesota - 1. Eugene McCarthy (D) bzw. (Democratic Farmer Labor Party) - 2. Hubert H. Humphrey (D) bzw. (Democratic Farmer Labor Party) Mississippi - 1. John C. Stennis (D) - 2. James Eastland (D) Missouri - 1. Stuart Symington (D) - 3. Thomas C. Hennings (D) bis zum 13. September 1960 - Edward V. Long (D) ab dem 23. September 1960 | Montana - 1. Mike Mansfield (D) - 2. James Edward Murray (D) Nebraska - 1. Roman Hruska (R) - 2. Carl Curtis (R) Nevada - 1. Howard Cannon (D) - 3. Alan Bible (D) New Hampshire - 2. Styles Bridges (R) - 3. Norris Cotton (R) New Jersey - 1. Harrison A. Williams (D) - 2. Clifford P. Case (R) New Mexico - 1. Dennis Chavez (D) - 2. Clinton Presba Anderson (D) New York - 1. Kenneth Keating (R) - 3. Jacob K. Javits (R) North Carolina - 2. B. Everett Jordan (D) - 3. Sam Ervin (D) North Dakota - 1. William Langer (R) bis zum 8. November 1959 - Norman Brunsdale (R) vom 19. November 1959 bis zum 7. August 1960 - Quentin N. Burdick (D) ab dem 8. August 1960 - 3. Milton Young (R) Ohio - 1. Stephen M. Young (D) - 3. Frank J. Lausche (D) Oklahoma - 2. Robert S. Kerr (D) - 3. A. S. Mike Monroney (D) Oregon - 2. Richard L. Neuberger (D) bis zum 9. März 1960 - Hall S. Lusk (D) vom 16. März bis zum 8. November 1960 - Maurine Brown Neuberger (D) ab dem 9. November 1960 - 3. Wayne Morse (D) Pennsylvania - 1. Hugh Scott (R) - 3. Joseph S. Clark (D) Rhode Island - 1. John O. Pastore (D) - 2. Theodore F. Green (D) South Carolina - 2. Strom Thurmond (D) - 3. Olin D. Johnston (D) South Dakota - 2. Karl Earl Mundt (R) - 3. Francis H. Case (R) Tennessee - 1. Albert Gore Sr. (D) - 2. Estes Kefauver (D) Texas - 1. Ralph Yarborough (D) - 2. Lyndon B. Johnson (D) Utah - 1. Frank Moss (D) - 3. Wallace F. Bennett (R) Vermont - 1. Winston L. Prouty (R) - 3. George Aiken (R) Virginia - 1. Harry F. Byrd Sr. (D) - 2. Absalom Willis Robertson (D) Washington - 1. Henry M. Jackson (D) - 3. Warren G. Magnuson (D) West Virginia - 1. Robert Byrd (D) - 2. Jennings Randolph (D) Wisconsin - 1. William Proxmire (D) - 3. Alexander Wiley (R) Wyoming - 1. Gale W. McGee (D) - 2. Joseph C. O’Mahoney (D) |

## Mitglieder des Repräsentantenhauses
Folgende Kongressabgeordnete vertraten im 86. Kongress die Interessen ihrer jeweiligen Bundesstaaten:
| Alabama 9 Wahlbezirke - 1. Frank W. Boykin (D) - 2. George M. Grant (D) - 3. George W. Andrews (D) - 4. Kenneth A. Roberts (D) - 5. Albert Rains (D) - 6. Armistead I. Selden Jr. (D) - 7. Carl Elliott (D) - 8. Robert Jones Jr. (D) - 9. George Huddleston Jr. (D) Alaska Staatsweite Wahl - Ralph Julian Rivers (D) Arizona 2 Wahlbezirke - 1. John Jacob Rhodes (R) - 2. Stewart Lee Udall (D) Arkansas 6 Wahlbezirke. - 1. Ezekiel Candler Gathings (D) - 2. Wilbur Daigh Mills (D) - 3. James William Trimble (D) - 4. Oren Harris (D) - 5. Dale Alford (D) - 6. William Frank Norrell (D) Kalifornien 30 Wahlbezirke. - 1. Clement Woodnutt Miller (R) - 2. Harold T. Johnson (D) - 3. John E. Moss (D) - 4. William S. Mailliard (R) - 5. John Shelley (D) - 6. John F. Baldwin (R) - 7. Jeffery Cohelan (D) - 8. George Paul Miller (D) - 9. J. Arthur Younger (R) - 10. Charles S. Gubser (R) - 11. John J. McFall (D) - 12. Bernice F. Sisk (D) - 13. Charles M. Teague (R) - 14. Harlan Hagen (D) - 15. Gordon L. McDonough (R) - 16. Donald L. Jackson (R) - 17. Cecil R. King (D) - 18. Craig Hosmer (R) - 19. Chester E. Holifield (D) - 20. H. Allen Smith (R) - 21. Edgar W. Hiestand (R) - 22. Joseph F. Holt (R) - 23. Clyde Doyle (D) - 24. Glenard P. Lipscomb (R) - 25. George A. Kasem (D) - 26. James Roosevelt (D) - 27. Harry R. Sheppard (D) - 28. James B. Utt (R) - 29. Dalip Singh Saund (D) - 30. Bob Wilson (R) Colorado 4 Wahlbezirke - 1. Byron G. Rogers (D) - 2. Byron L. Johnson (D) - 3. John Chenoweth (R) - 4. Wayne N. Aspinall (D) Connecticut 5 Wahlbezirke. Außerdem wurde ein Abgeordneter staatsweit gewählt - 1. Emilio Q. Daddario (D) - 2. Chester Bowles (D) - 3. Robert Giaimo (D) - 4. Donald Jay Irwin (D) - 5. John S. Monagan (D) - 6. Frank Kowalski (D) staatsweit gewählt Delaware Staatsweite Wahl - Harris B. McDowell (D) Florida 8 Wahlbezirke - 1. William C. Cramer (R) - 2. Charles Edward Bennett (D) - 3. Robert Sikes (D) - 4. Dante Fascell (D) - 5. Albert Sydney Herlong Jr. (D) - 6. Paul Grant Rogers (D) - 7. James A. Haley (D) - 8. Donald Ray Matthews (D) Georgia 10 Wahlbezirke - 1. Prince H. Preston Jr. (D) - 2. John Leonard Pilcher (D) - 3. Elijah Lewis Forrester (D) - 4. John James Flynt Jr. (D) - 5. James Curran Davis (D) - 6. Carl Vinson (D) - 7. Harlan Erwin Mitchell (D) - 8. Iris Faircloth Blitch (D) - 9. Phillip M. Landrum (D) - 10. Paul Brown (D) Hawaii Staatsweite Wahl - Daniel Inouye (D) ab dem 21. August 1959 Idaho 2 Wahlbezirke - 1. Gracie Pfost (D) - 2. Hamer H. Budge (R) Illinois 25 Wahlbezirke - 1. William L. Dawson (D) - 2. Barratt O’Hara (D) - 3. William T. Murphy (D) - 4. Ed Derwinski (R) - 5. John C. Kluczynski (D) - 6. Thomas J. O’Brien (D) - 7. Roland V. Libonati (D) - 8. Dan Rostenkowski (D) - 9. Sidney R. Yates (D) - 10. Harold R. Collier (R) - 11. Roman Pucinski (D) - 12. Charles A. Boyle (D) bis zum 4. November 1959 - 13. Marguerite S. Church (R) - 14. Elmer J. Hoffman (R) - 15. Noah M. Mason (R) - 16. Leo E. Allen (R) - 17. Leslie C. Arends (R) - 18. Robert H. Michel (R) - 19. Robert B. Chiperfield (R) - 20. Edna O. Simpson (R) - 21. Peter F. Mack (D) - 22. William L. Springer (R) - 23. George E. Shipley (D) - 24. Charles Melvin Price (D) - 25. Kenneth J. Gray (D) Indiana 11 Wahlbezirke - 1. Ray J. Madden (D) - 2. Charles A. Halleck (R) - 3. John Brademas (D) - 4. E. Ross Adair (R) - 5. J. Edward Roush (D) - 6. Fred Wampler (D) - 7. William G. Bray (R) - 8. Winfield K. Denton (D) - 9. Earl Hogan (D) - 10. Randall S. Harmon (D) - 11. Joseph W. Barr (D) Iowa 8 Wahlbezirke - 1. Fred Schwengel (R) - 2. Leonard G. Wolf (D) - 3. H. R. Gross (R) - 4. Steven V. Carter (D) bis zum 4. November 1959 - John Henry Kyl (R) ab dem 15. Dezember 1959 - 5. Neal Edward Smith (D) - 6. Merwin Coad (D) - 7. Ben F. Jensen (R) - 8. Charles B. Hoeven (R) Kansas 6 Wahlbezirke. - 1. William H. Avery (R) - 2. Newell A. George (D) - 3. Denver David Hargis (D) - 4. Edward Herbert Rees (R) - 5. James Floyd Breeding (D) - 6. Wint Smith (R) Kentucky 8 Wahlbezirke - 1. Frank Stubblefield (D) - 2. William Huston Natcher (D) - 3. Frank W. Burke (D) - 4. Frank Chelf (D) - 5. Brent Spence (D) - 6. John C. Watts (D) - 7. Carl D. Perkins (D) - 8. Eugene Siler (R) Louisiana 8 Wahlbezirke - 1. Felix Edward Hébert (D) - 2. Hale Boggs (D) - 3. Edwin E. Willis (D) - 4. Overton Brooks (D) - 5. Otto E. Passman (D) - 6. James H. Morrison (D) - 7. T. Ashton Thompson (D) - 8. Harold B. McSween (D) Maine 3 Wahlbezirke - 1. James C. Oliver (D) - 2. Frank M. Coffin (D) - 3. Clifford McIntire (R) Maryland 7 Wahlbezirke. - 1. Thomas Francis Johnson (D) - 2. Daniel Brewster (D) - 3. Edward Garmatz (D) - 4. George Hyde Fallon (D) - 5. Richard Lankford (D) - 6. John R. Foley (D) - 7. Samuel Nathaniel Friedel (D) Massachusetts 14 Wahlbezirke - 1. Silvio O. Conte (R) - 2. Edward Boland (D) - 3. Philip J. Philbin (D) - 4. Harold Donohue (D) - 5. Edith Nourse Rogers (R) bis zum 10. September 1960 - 6. William H. Bates (R) - 7. Thomas J. Lane (D) - 8. Torbert Macdonald (D) - 9. Hastings Keith (R) - 10. Laurence Curtis (R) - 11. Tip O’Neill (D) - 12. John W. McCormack (D) - 13. James A. Burke (D) - 14. Joseph William Martin (R) Michigan 18 Wahlbezirke - 1. Thaddeus M. Machrowicz (D) - 2. George Meader (R) - 3. August E. Johansen (R) - 4. Clare Hoffman (R) - 5. Gerald Ford (R) - 6. Charles E. Chamberlain (R) - 7. James G. O’Hara (D) - 8. Alvin Morell Bentley (R) - 9. Robert P. Griffin (R) - 10. Elford Albin Cederberg (R) - 11. Victor A. Knox (R) - 12. John B. Bennett (R) - 13. Charles Diggs (D) - 14. Louis C. Rabaut (D) - 15. John Dingell Jr. (D) - 16. John Lesinski Jr. (D) - 17. Martha Griffiths (D) - 18. William Broomfield (R) Minnesota 9 Wahlbezirke - 1. Al Quie (R) - 2. Ancher Nelsen (R) - 3. Roy Wier (DFL= Democratic Farmer Labor Party) - 4. Joseph Karth (DFL) - 5. Walter Henry Judd (R) - 6. Fred Marshall (DFL) - 7. Herman Carl Andersen (R) - 8. John Blatnik (DFL) - 9. Odin Langen (R) Mississippi 6 Wahlbezirke - 1. Thomas Abernethy (D) - 2. Jamie L. Whitten (D) - 3. Frank E. Smith (D) - 4. John Bell Williams (D) - 5. W. Arthur Winstead (D) - 6. William M. Colmer (D) Missouri 11 Wahlbezirke - 1. Frank M. Karsten (D) - 2. Thomas B. Curtis (R) - 3. Leonor Sullivan (D) - 4. George H. Christopher (D) bis zum 23. Januar 1959 - William J. Randall (D) ab dem 3. März 1959 - 5. Richard Walker Bolling (D) - 6. William Raleigh Hull (D) - 7. Charles Harrison Brown (D) - 8. A. S. J. Carnahan (D) - 9. Clarence Cannon (D) - 10. Paul C. Jones (D) - 11. Morgan M. Moulder (D) Montana 2 Wahlbezirke - 1. Lee Metcalf (D) - 2. LeRoy H. Anderson (D) Nebraska 4 Wahlbezirke - 1. Phillip Hart Weaver (R) - 2. Glenn Clarence Cunningham (R) - 3. Lawrence Brock (D) - 4. Donald McGinley (D) | Nevada Staatsweite Wahl - Walter S. Baring (D) New Hampshire 2 Wahlbezirke - 1. Chester Earl Merrow (R) - 2. Perkins Bass (R) New Jersey 14 Wahlbezirke - 1. William T. Cahill (R) - 2. Milton W. Glenn (R) ab dem 5. November 1957 - 3. James C. Auchincloss (R) - 4. Frank Thompson (D) - 5. Peter Frelinghuysen (R) - 6. Florence P. Dwyer (R) - 7. William B. Widnall (R) - 8. Gordon Canfield (R) - 9. Frank C. Osmers (R) - 10. Peter Wallace Rodino (D) - 11. Hugh Joseph Addonizio (D) - 12. George M. Wallhauser (R) - 13. Cornelius Edward Gallagher (D) - 14. Dominick V. Daniels (D) New Mexico Staatsweite Wahl für zwei Abgeordnete - Thomas G. Morris (D) - Joseph Montoya (D) New York 43 Wahlbezirke - 1. Stuyvesant Wainwright (R) - 2. Steven Derounian (R) - 3. Frank J. Becker (R) - 4. Seymour Halpern (R) - 5. Albert H. Bosch (R) bis zum 31. Dezember 1960 - 6. Lester Holtzman (D) - 7. James J. Delaney (D) - 8. Victor Anfuso (D) - 9. Eugene James Keogh (D) - 10. Edna F. Kelly (D) - 11. Emanuel Celler (D) - 12. Francis E. Dorn (R) - 13. Abraham J. Multer (D) - 14. John J. Rooney (D) - 15. John H. Ray (R) - 16. Adam C. Powell Jr. (D) - 17. John Lindsay (R) - 18. Alfred E. Santangelo (D) - 19. Leonard Farbstein (D) - 20. Ludwig Teller (D) - 21. Herbert Zelenko (D) - 22. James C. Healey (D) - 23. Isidore Dollinger (D) bis zum 31. Dezember 1959 - Jacob H. Gilbert (D) ab dem 8. März 1960 - 24. Charles A. Buckley (D) - 25. Paul A. Fino (R) - 26. Edwin B. Dooley (R) - 27. Robert R. Barry (R) - 28. Katharine St. George (R) - 29. J. Ernest Wharton (R) - 30. Leo W. O’Brien (D) - 31. Dean P. Taylor (R) - 32. Samuel S. Stratton (D) - 33. Clarence E. Kilburn (R) - 34. Alexander Pirnie (R) - 35. R. Walter Riehlman (R) - 36. John Taber (R) - 37. Howard W. Robison (R) - 38. Jessica M. Weis (R) - 39. Harold C. Ostertag (R) - 40. William E. Miller (R) - 41. Thaddeus J. Dulski (D) - 42. John R. Pillion (R) - 43. Daniel A. Reed (R) bis zum 19. Februar 1959 - Charles Goodell (R) ab dem 26. Mai 1959 North Carolina 12 Wahlbezirke - 1. Herbert Covington Bonner (D) - 2. Lawrence H. Fountain (D) - 3. Graham Arthur Barden (D) - 4. Harold D. Cooley (D) - 5. Ralph James Scott (D) - 6. Carl T. Durham (D) - 7. Alton Asa Lennon (D) - 8. Alvin Paul Kitchin (D) - 9. Hugh Quincy Alexander (D) - 10. Charles R. Jonas (R) - 11. Basil Lee Whitener (D) - 12. David McKee Hall (D) bis zum 29. Januar 1960 - Roy A. Taylor (D) ab dem 25. Juni 1960 North Dakota 2 Abgeordnete die staatsweit gewählt wurden - Don L. Short (R) - Quentin N. Burdick (North Dakota Democratic-Nonpartisan League Party) bis zum 8. Aug. 1960 Ohio 23 Wahlbezirke - 1. Gordon H. Scherer (R) - 2. William E. Hess (R) - 3. Paul F. Schenck (R) - 4. William Moore McCulloch (R) - 5. Del Latta (R) - 6. James G. Polk (D) bis zum 28. April 1959 - Ward Miller (R) ab dem 8. November 1960 - 7. Clarence J. Brown (R) - 8. Jackson Edward Betts (R) - 9. Thomas Ashley (D) - 10. Walter H. Moeller (D) - 11. Robert E. Cook (D) - 12. Samuel L. Devine (R) - 13. Albert David Baumhart (R) - 14. William Hanes Ayres (R) - 15. John E. Henderson (R) - 16. Frank T. Bow (R) - 17. Robert W. Levering (D) - 18. Wayne Hays (D) - 19. Michael J. Kirwan (D) - 20. Michael A. Feighan (D) - 21. Charles Vanik (D) - 22. Frances P. Bolton (R) - 23. William Edwin Minshall (R) Oklahoma 6 Wahlbezirke - 1. Page Belcher (R) - 2. Ed Edmondson (D) - 3. Carl Albert (D) - 4. Tom Steed (D) - 5. John Jarman (D) - 6. Toby Morris (D) Oregon 4 Wahlbezirke - 1. Walter Norblad (R) - 2. Al Ullman (D) - 3. Edith Green (D) - 4. Charles O. Porter (D) Pennsylvania 30 Wahlbezirke - 1. William A. Barrett (D) - 2. Kathryn E. Granahan (D) - 3. James A. Byrne (D) - 4. Robert N. C. Nix (D) - 5. William J. Green Jr. (D) - 6. Herman Toll (D) - 7. William H. Milliken (R) - 8. Willard S. Curtin (R) - 9. Paul B. Dague (R) - 10. Stanley A. Prokop (D) - 11. Daniel J. Flood (D) - 12. Ivor D. Fenton (R) - 13. John A. Lafore (R) - 14. George M. Rhodes (D) - 15. Francis E. Walter (D) - 16. Walter M. Mumma (R) - 17. Alvin Bush (R) bis zum 5. November 1959 - Herman T. Schneebeli (R) ab dem 26. April 1960 - 18. Richard M. Simpson (R) bis zum 7. Januar 1960 - Douglas Hemphill Elliott (R) vom 26. April bis zum 19. Juni 1960 - J. Irving Whalley (R) ab dem 8. November 1960 - 19. James M. Quigley (D) - 20. James E. Van Zandt (R) - 21. John Herman Dent (D) - 22. John P. Saylor (R) - 23. Leon H. Gavin (R) - 24. Carroll D. Kearns (R) - 25. Frank M. Clark (D) - 26. Thomas E. Morgan (D) - 27. James G. Fulton (R) - 28. William S. Moorhead (D) - 29. Robert J. Corbett (R) - 30. Elmer J. Holland (D) Rhode Island 2 Wahlbezirke - 1. Aime Forand (D) - 2. John E. Fogarty (D) South Carolina 6 Wahlbezirke. - 1. Lucius Mendel Rivers (D) - 2. John Jacob Riley (D) - 3. William Dorn (D) - 4. Robert Thomas Ashmore (D) - 5. Robert W. Hemphill (D) - 6. John Lanneau McMillan (D) South Dakota 2 Wahlbezirke - 1. George McGovern (D) - 2. Ellis Yarnal Berry (R) Tennessee 9 Wahlbezirke - 1. Brazilla Carroll Reece (R) - 2. Howard Baker Sr. (R) - 3. James B. Frazier Jr. (D) - 4. Joe L. Evins (D) - 5. Joseph Carlton Loser (D) - 6. Ross Bass (D) - 7. Tom J. Murray (D) - 8. Fats Everett (D) - 9. Clifford Davis (D) Texas 22 Wahlbezirke - 1. Wright Patman (D) - 2. Jack Bascom Brooks (D) - 3. Lindley Beckworth (D) - 4. Sam Rayburn (D) - 5. Bruce Alger (R) - 6. Olin E. Teague (D) - 7. John Dowdy (D) - 8. Albert Thomas (D) - 9. Clark W. Thompson (D) - 10. Homer Thornberry (D) - 11. William R. Poage (D) - 12. Jim Wright (D) - 13. Frank N. Ikard (D) - 14. John Andrew Young (D) - 15. Joe M. Kilgore (D) - 16. J. T. Rutherford (D) - 17. Omar Truman Burleson (D) - 18. Walter E. Rogers (D) - 19. George H. Mahon (D) - 20. Paul Joseph Kilday (D) - 21. O. C. Fisher (D) - 22. Robert R. Casey (D) Utah 2 Wahlbezirke - 1. Henry Aldous Dixon (R) - 2. David S. King (D) Vermont 1 Wahlbezirk (staatsweit) - 1. William H. Meyer (D) Virginia 10 Wahlbezirke - 1. Thomas N. Downing (D) - 2. Porter Hardy Jr. (D) - 3. J. Vaughan Gary (D) - 4. Watkins Moorman Abbitt (D) - 5. William M. Tuck (D) - 6. Richard Harding Poff (R) - 7. Burr Harrison (D) - 8. Howard W. Smith (D) - 9. William Pat Jennings (D) - 10. Joel Broyhill (R) Washington 7 Wahlbezirke - 1. Thomas Pelly (R) - 2. Alfred Westland (R) - 3. Russell V. Mack (R) bis zum 28. März 1960 - Julia Butler Hansen (D) ab dem 8. November 1960 - 4. Catherine Dean May (R) - 5. Walt Horan (R) - 6. Thor Tollefson (R) - 7. Donald H. Magnuson (D) West Virginia 6 Wahlbezirke - 1. Arch A. Moore (R) - 2. Harley Orrin Staggers (D) - 3. Cleveland M. Bailey (D) - 4. Ken Hechler (D) - 5. Elizabeth Kee (D) - 6. John M. Slack (D) Wisconsin 10 Wahlbezirke - 1. Gerald T. Flynn (D) - 2. Robert Kastenmeier (D) - 3. Gardner R. Withrow (R) - 4. Clement J. Zablocki (D) - 5. Henry S. Reuss (D) - 6. William Van Pelt (R) - 7. Melvin R. Laird (R) - 8. John W. Byrnes (R) - 9. Lester Johnson (D) - 10. Alvin O’Konski (R) Wyoming Staatsweite Wahlen - Edwin Keith Thomson (R) bis zum 9. Dezember 1960 |

Nicht stimmberechtigte Mitglieder im Repräsentantenhaus:
- Hawaii-Territorium:
  - John Anthony Burns (D) bis zum 21. August 1959
- Puerto Rico:
  - Antonio Fernós Isern